# 恐鬣狗屬
恐鬣狗屬是一種已絕種的肉食貓型亞目動物，生存在中新世時期的亞洲與非洲。恐鬣狗擁有足以咬碎骨頭的強壯下顎與粗壯的錐形前臼齒。

## 描述

### 體型

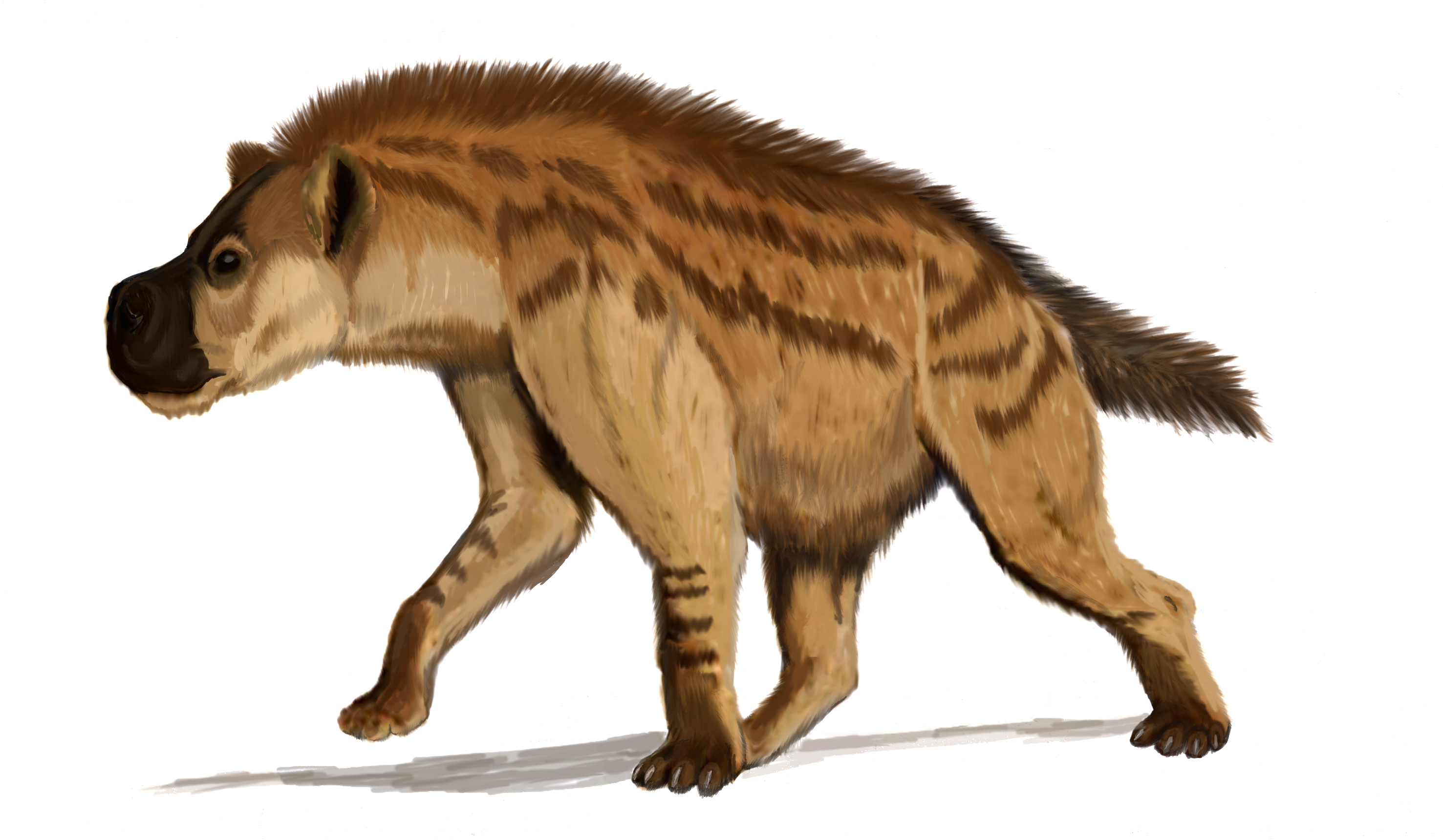
恐鬣狗復原圖

恐鬣狗中最大的物種 D. gigantea 體長約 1.9米（6.2英尺），肩高約 1.3米（4.3英尺），顱骨長約 43 cm（17英寸）。恐鬣狗原本預估體重約為 380（840磅）。不過這個預測方法被發現會高估絕種食肉目的重量。根據正模標本的估計，恐鬣狗的體重約 200（440磅），最大型的物種估計則可達 300（660磅），相當於最大型的虎亞種。D. gigantea 的體型僅次於斯劍虎、美洲擬獅、犬熊與熊科。
恐鬣狗的外型類似現存的鬣狗，屬於趨同演化。

## 分布
恐鬣狗廣泛分布於歐亞大陸與一部分的非洲。D. gigantea 分布於亞洲中部至西班牙，包含蒙古、印度、巴基斯坦、伊朗、土耳其、保加利亞與希臘。D. algeriensis 則另外拓展至北非，而 D. senyureki 則分布於藏區。

## 生態學

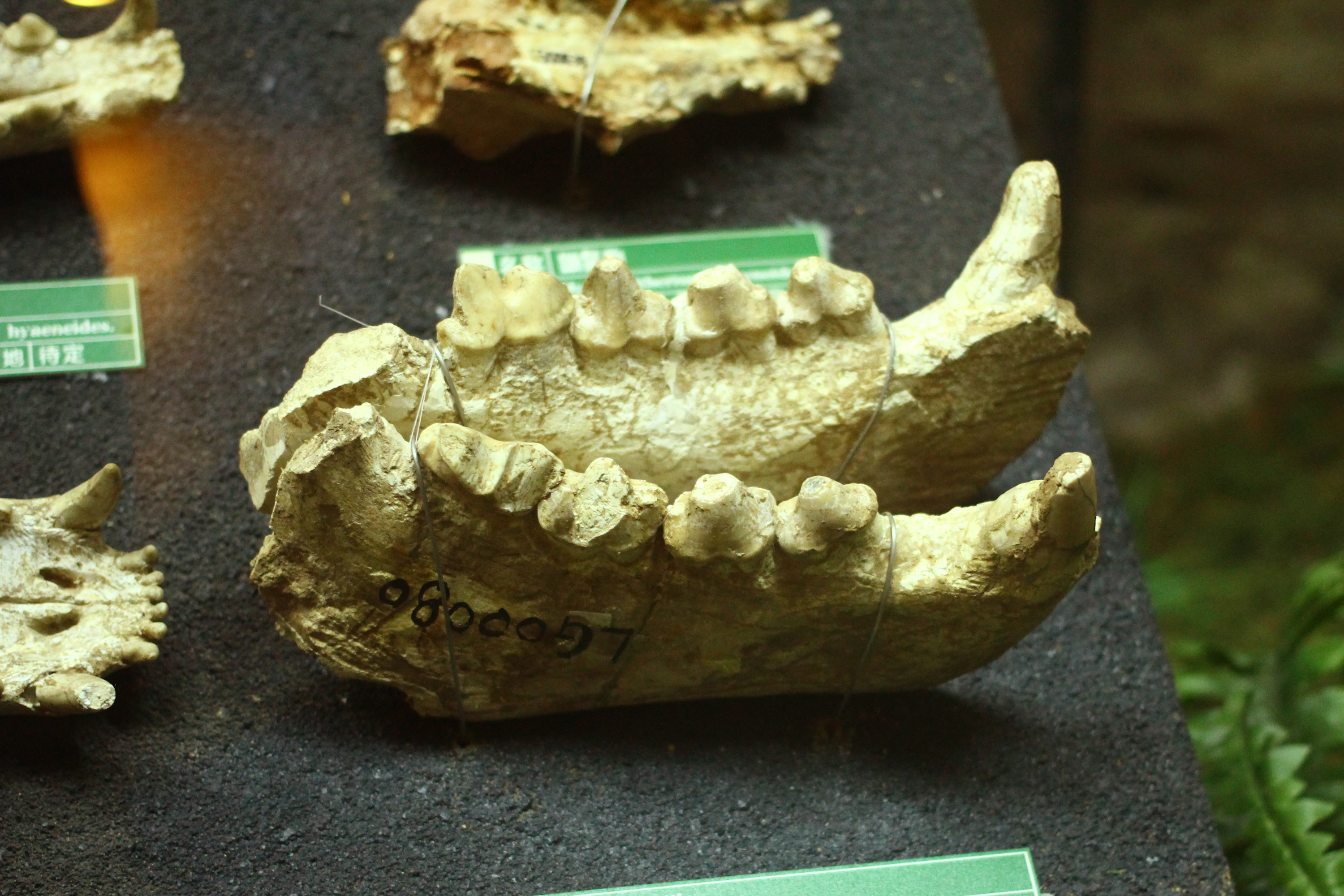
恐鬣狗下顎化石

恐鬣狗在當時為掠食者，可以狩獵體型比自身大的動物（例如同時期生活在中國蒙古的大唇犀），但同時也為食腐動物，然而現今依然無法斷定恐鬣狗屬於獨居或是群居動物。在一具大唇犀的顱骨化石上曾經有發現上方留有恐鬣狗的齒痕，同時上方的復原痕跡顯示，該隻大唇犀在受到攻擊後成功逃跑並得以存活，讓傷口有時間逐漸恢復。